# Characiformes
Characiformes, red riba iz razreda zrakoperki. Sastoji se od 23 porodice. Ovoj porodici pripadaju i zloglasne piarnje, ribe veoma oštrih zubi, koje kao grabežljivci žive od isključivo od mesa.

## Porodice
1. Porodica Acestrorhynchidae
2. Porodica Alestidae
3. Porodica Anostomidae
4. Porodica Characidae
5. Porodica Chilodontidae
6. Porodica Citharinidae
7. Porodica Crenuchidae
8. Porodica Ctenoluciidae
9. Porodica Curimatidae
10. Porodica Cynodontidae
11. Porodica Distichodontidae
12. Porodica Erythrinidae
13. Porodica Gasteropelecidae
14. Porodica Hemiodontidae
15. Porodica Hepsetidae
16. Porodica Lebiasinidae
17. Porodica Parodontidae
18. Porodica Prochilodontidae
19. Porodica Bryconidae
20. Porodica Chalceidae
21. Porodica Iguanodectidae
22. Porodica Serrasalmidae
23. Porodica Triportheidae